# Rico Nasty

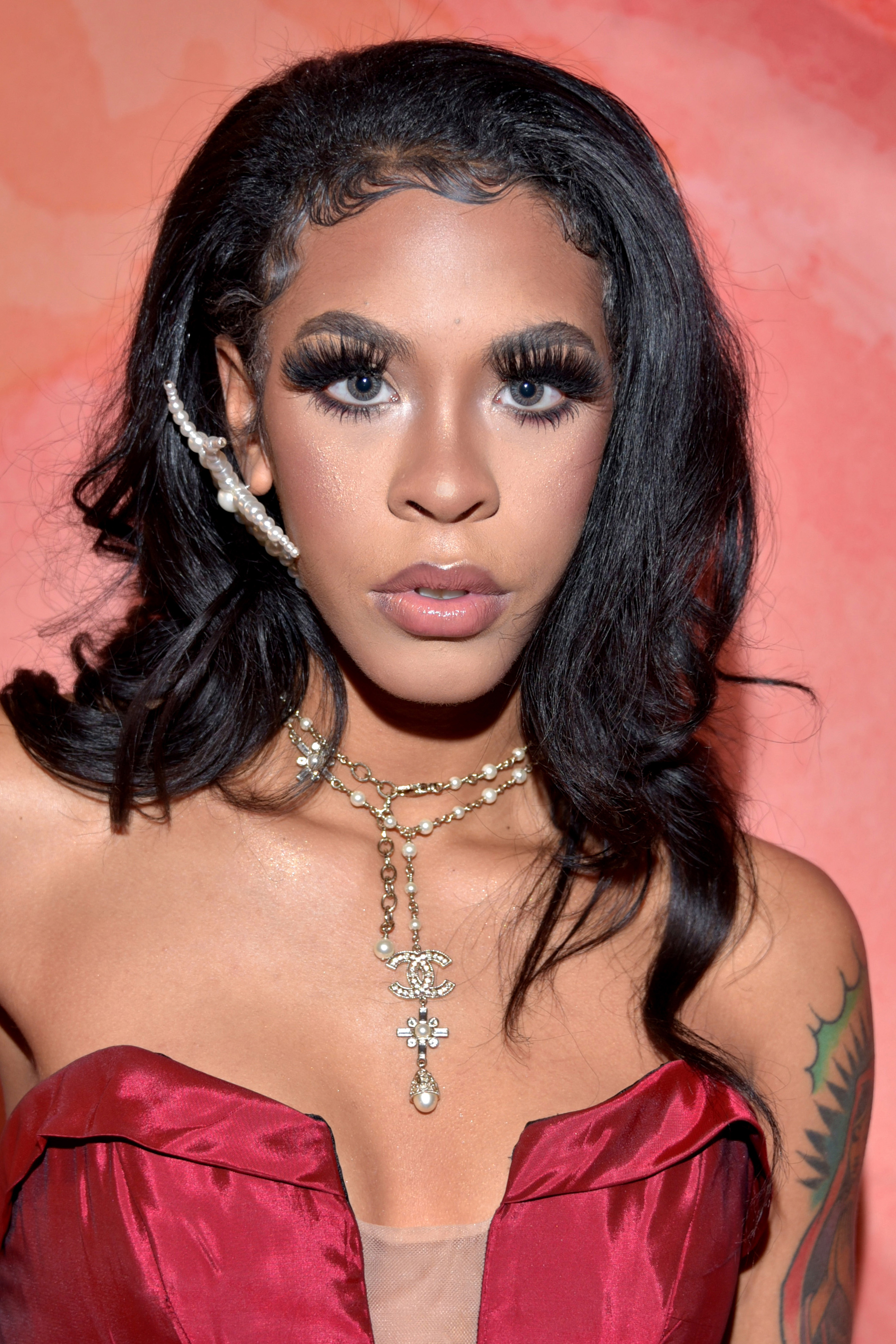
Rico Nasty, 2019

Rico Nasty (* 7. Mai 1997 als Maria-Cecilia Simone Kelly in Largo, Maryland) ist eine US-amerikanische Rapperin und Sängerin.
Sie begann 2014 während ihrer Schulzeit, Inhalte selbst zu veröffentlichen, und hatte bis Ende 2017 fünf Solo-Mixtapes veröffentlicht. Mit auf SoundCloud veröffentlichten Singles wie "iCarly" und "Hey Arnold" gewann sie eine lokale Anhängerschaft in der Underground-Szene. Nachdem sie mit Singles wie "Smack a Bitch" und "Poppin" 2018 eine größere Anerkennung erlangt hatte, unterschrieb sie bei Atlantic Records, wo sie ihr sechstes Mixtape, Nasty (2018), veröffentlichte. Diesem folgte das gemeinsame Mixtape Anger Management (2019) mit ihrem langjährigen Partner Kenny Beats. Rico Nastys Debüt-Studioalbum, Nightmare Vacation, wurde im Dezember 2020 veröffentlicht. Ihr siebtes Mixtape, Las Ruinas, wurde am 22. Juli 2022 veröffentlicht.

## Leben
Kelly wurde in Largo, Maryland, geboren, als einziges Kind einer puerto-ricanischen Mutter und eines afroamerikanischen Vaters, der ebenfalls ein Rapper war und sie bereits in jungen Jahren mit Rapmusik vertraut machte. Sie wurde an verschiedenen Orten aufgezogen, darunter im Prince George’s County in Maryland, New York, Virginia und Washington, D.C. Als sie 11 Jahre alt war, zog ihre Mutter nach Palmer Park, Maryland, wo sie für die sechste Klasse auf ein Internat in Baltimore ging. Mit 14 Jahren wurde sie wegen des Konsums von Marihuana der Schule verwiesen und wechselte die Schule, wo ihre Musikkarriere begann. Im folgenden Jahr wurde ihr Vater ins Gefängnis geschickt, und ihre Eltern ließen sich scheiden.

## Karriere

### 2014–2017: Karrierestart und Mixtapes
Rico Nasty begann während ihrer Highschool-Zeit mit dem Rappen und veröffentlichte ihr erstes Mixtape, Summer's Eve (2014), als sie in der zehnten Klasse war. Nach dem Abschluss der Highschool konzentrierte sie sich auf ihre Musikkarriere und veröffentlichte zwei Mixtapes im Jahr 2016: The Rico Story und Sugar Trap. Rico Nasty erlangte mit ihrer Single "iCarly" aus dem Jahr 2016 eine gewisse Bekanntheit, die innerhalb weniger Monate über 500.000 Aufrufe auf YouTube verzeichnete. Sie veröffentlichte auch die Single "Hey Arnold", die später mit dem Atlanta-Rapper Lil Yachty remixed wurde. Das Duo würde später im Jahr 2017 erneut für die Single "Mamacita" als Teil des Soundtracks zum Film "Fast & Furious 8" zusammenarbeiten.
Im Mai 2017 veröffentlichte Rico Nasty ihr viertes Mixtape mit dem Titel "Tales of Tacobella", welches bis September 2020 als ihr frühestes kommerziell erhältliches Release galt. Kyann-Sian Williams von NME beschrieb das Mixtape als "außerweltlich und stark von Synthesizern geprägt" und merkte an, dass es Ricos Gesangsfähigkeiten unterstrich. Im Juni 2017 veröffentlichte Rico ihre Single "Poppin", die schnell über fünf Millionen Aufrufe auf YouTube erhielt. Der Song wurde auch in der HBO-Fernsehserie "Insecure" verwendet. Ricos fünftes Mixtape "Sugar Trap 2" wurde im Oktober 2017 veröffentlicht und enthielt einen Auftritt des Rappers Famous Dex. Kritiker des Rolling Stone führten das Mixtape als eines der besten Rap-Alben von 2017 auf. Ende 2017 begab sich Rico auf die Sugar Trap Tour.

### 2018–2019:NastyundAnger Management

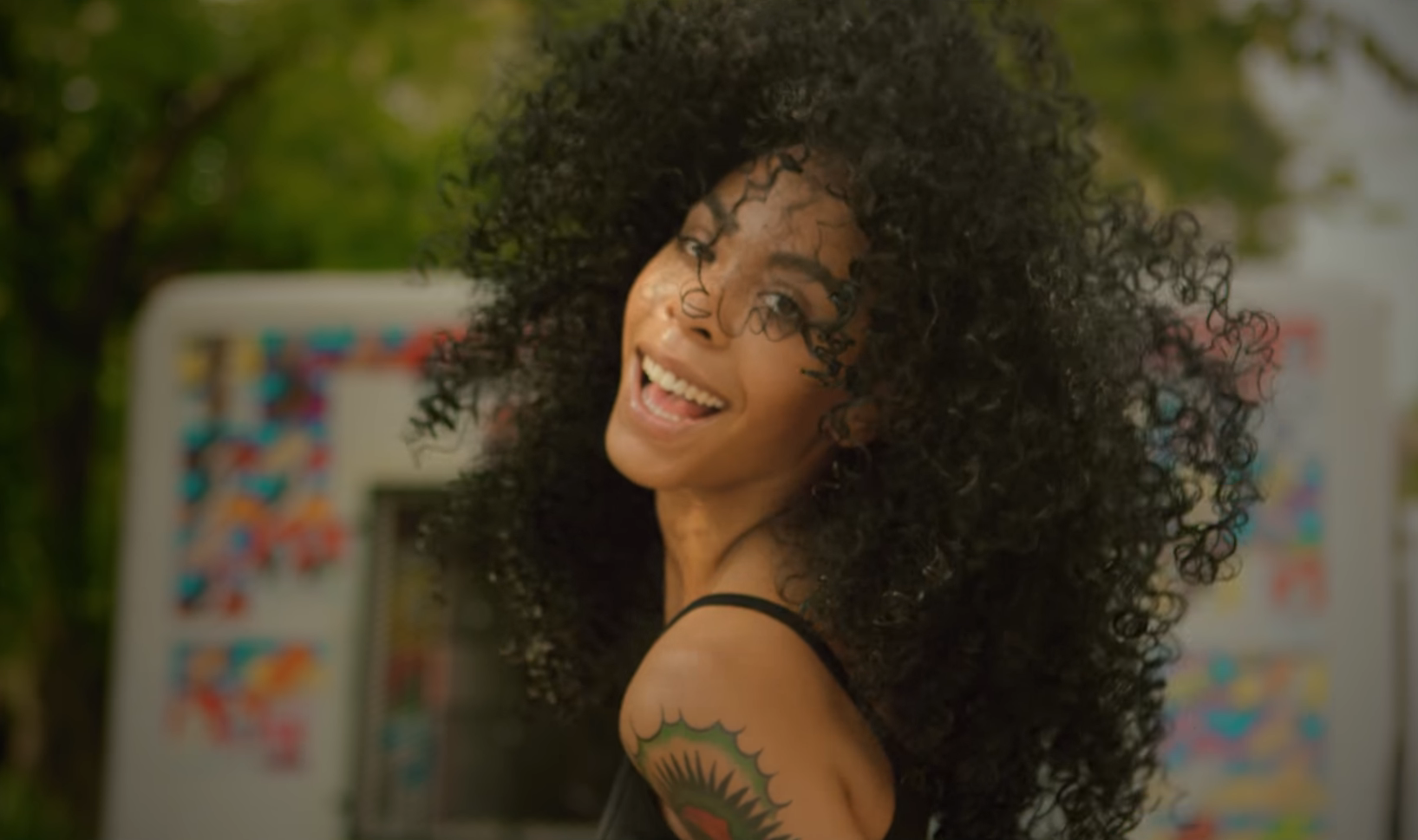
Rico Nasty, 2018

Die Singles "Smack a Bitch", "Poppin" und "Key Lime OG" gewannen Anfang 2018 an Bedeutung; alle drei erzielten über 10 Millionen YouTube-Aufrufe im Laufe dieses Jahres. Die ersten beiden Songs erlangten auch auf der Videoplattform TikTok eine gewisse Popularität, nachdem sie in verschiedenen Memes verwendet wurden. "Smack a Bitch" wurde außerdem auf Platz 2 der Liste "The 100 Best Songs of 2018" von The Fader eingestuft. Dieser plötzliche Anstieg der Popularität half Rico Nasty, die Aufmerksamkeit von Atlantic Records auf sich zu ziehen, wo sie unterzeichnete und im Juni 2018 ihr sechstes Mixtape und ihr Major-Label-Debüt, "Nasty", veröffentlichte. Das Mixtape wurde im Allgemeinen positiv aufgenommen und landete auf den Listen von Kritikern verschiedener Publikationen wie Rolling Stone, Pitchfork, Stereogum, Noisey, Fact und Spin. Die Songs "Bitch I'm Nasty", "Countin' Up" und "Rage" aus dem Mixtape wurden auch in Listen der besten Songs von 2018 von Paper, Highsnobiety und Pitchfork aufgeführt. Ende Juli startete Rico Nasty ihre eigene Headliner-Tour, "The Nasty Tour", um das Mixtape zu unterstützen. Dabei spielte sie in sechs Wochen an siebenundzwanzig verschiedenen Veranstaltungsorten in Nordamerika und beendete die Tour Anfang September.
Rico Nasty trat im Musikvideo zum Remix von "Old Town Road" von Lil Nas X featuring Billy Ray Cyrus auf. Sie veröffentlichte ihre Non-Album-Singles sowie die entsprechenden Musikvideos für "Guap (LaLaLa)" im Dezember 2019 und "Roof" im Januar 2019. Darauf folgten weitere Non-Album-Singles Anfang 2019 wie "Sandy", "Party Goin Dumb", "Big Dick Energy", "Hit That" und "Wanna Do". Im Februar 2019 erschien sie als Gastkünstlerin im Song "Tia Tamera" von Doja Cat. Im April 2019 unterstützten Rico Nasty und der Produzent Kenny Beats den Sänger Khalid während der Eröffnungsnacht der Free Spirit World Tour. Rico Nasty zierte das Cover des Sommer 2018-Ausgabe von The Fader und war das Thema einer von der Publikation produzierten Dokumentation mit dem Titel "Countin' Up".
Im April 2019 veröffentlichten Rico und der Produzent Kenny Beats überraschend das gemeinsame Mixtape "Anger Management". Das Mixtape erhielt kritische Anerkennung und schaffte es auf die Listen mehrerer Publikationen, darunter Complex, Rolling Stone, Stereogum, Noisey, Billboard, NME und Crack. "Anger Management" ist möglicherweise Ricos bisher erfolgreichste Veröffentlichung, sowohl kommerziell als auch kritisch betrachtet. Im April 2019 trat Rico Nasty erstmals in ihrer Karriere beim Coachella Valley Music and Arts Festival auf. Um das Album zu unterstützen, startete Rico ihre "Live in Europe" Tour Ende Mai, die Mitte Juli endete. Im Juni 2019 gab XXL bekannt, dass Rico Nasty Teil ihres XXL Freshman Class of 2019 war. Sie trat im September 2019 bei der New York Fashion Week auf und veröffentlichte anschließend die Single "Fashion Week". Rico Nasty trat auch als Headliner beim Rolling Loud Festival in New York im Oktober 2019 auf.

### 2020:Nightmare Vacation
Im Mai 2020 lieferte Rico Nasty den Originalsong "My Little Alien" für den Soundtrack des Films "Scooby! Voll verwedelt" aus dem Jahr 2020. Im Juni 2020 wurde ihre Single "Smack a Bitch" (2017) von der Recording Industry Association of America (RIAA) mit Gold zertifiziert, weil sie über 500.000 Einheiten in den Vereinigten Staaten verkauft hat. Im Juni 2020 veröffentlichte Rico Nasty auch die Single "Dirty" als Teil des Original-Soundtracks für die HBO-Fernsehserie "Insecure". Am 7. August 2020 trat Rico Nasty zusammen mit der kolumbianisch-amerikanischen Sängerin Kali Uchis auf dem Song "Aquí Yo Mando" auf, der als die erste Single aus Uchis’ zweitem Studioalbum "Sin Miedo (del Amor y Otros Demonios)" (2020) diente.
Am 13. August 2020 veröffentlichte Rico Nasty die Single "iPhone" als Leadsingle ihres Debüt-Studioalbums "Nightmare Vacation". An diesem Tag kündigte sie auch an, dass sie mit der Make-up-Marke Il Makiage an einer neuen Make-up-Linie zusammenarbeiten würde. Rico Nasty zierte im September 2020 das Titelbild des britischen Musikmagazins NME. Am 17. September veröffentlichte Rico Nasty "Own It" als die zweite Single von "Nightmare Vacation". Im Oktober 2020 wurde sie Botschafterin für Rihannas Dessous-Marke Savage X Fenty und hatte einen Cameo-Auftritt in der Savage X Fenty Show: Vol 2. Einige Tage später startete Rico Nasty eine Social-Media-Kampagne mit dem Kinder-TV-Maskottchen Hip Hop Harry und Atlantic Records, um die Öffentlichkeit zur Teilnahme an der Präsidentschaftswahl 2020 in den Vereinigten Staaten zu ermutigen. Sie veröffentlichte den Song "Don't Like Me" mit den Rappern Don Toliver und Gucci Mane als dritte Single von "Nightmare Vacation". Im November 2020 wurde "OHFR?" als vierte Single des Albums veröffentlicht, während Rico Nasty an diesem Tag auch das Veröffentlichungsdatum und das Albumcover enthüllte. Sie veröffentlichte auch einen visuellen Trailer für das Album im November 2020. Am 1. Dezember enthüllte Rico Nasty die Trackliste, bevor das Album offiziell am 4. Dezember veröffentlicht wurde. Die Veröffentlichung von "Nightmare Vacation" fiel mit der Veröffentlichung ihrer fünften Single "STFU" zusammen. Im Januar 2021 gab Rico Nasty ihr Fernsehdebüt, als sie "OHFR?" in der Tonight Show mit Jimmy Fallon performte.

### 2021 bis heute:Las Ruinas
Am 17. Juni 2021 nahm Rico Nasty an einem zwanglosen, interviewartigen Gespräch mit Little Bacon Bear teil, präsentiert von GRAMMY U. Rico gab weitere Details über das erwartete Mixtape preis, darunter dass es sieben Tracks umfasst, dass Dylan Brady von 100 Gecs als Co-Produzent beteiligt ist und dass Flo Milli und G Herbo als Gäste darauf vertreten sind.
Im späten Jahr 2021 war Rico Nasty die Vorgruppe für Playboi Cartis King Vamp Tour. In zahlreichen Städten während der Tour wurde Rico Nasty ausgebuht oder es wurden Gegenstände auf sie geworfen, während sie auf der Bühne stand. Auf Twitter schrieb sie, dass sie mindestens zwei Stunden am Tag damit verbrachte, zu weinen, und dass sie sich jede Nacht im Tourbus in den Schlaf weinte. In einem anderen Tweet schrieb sie, dass sie sich wünschte, tot zu sein.
Das zweite Studioalbum von Nasty, "Las Ruinas", wurde am 22. Juli 2022 veröffentlicht.

## Künstlerisches Schaffen

### Genres und "Sugar Trap"
Rico Nasty ist bekannt für ihre Darbietungen von Hip-Hop- und Trap-Musik, insbesondere für Stile wie Punk-Rap, Trap-Metal, Nu-Metal, Pop-Trap, SoundCloud-Rap und Rap-Rock. Sie ist für ihren "aggressiven, gnadenlosen Flow" sowie ihren "spitzen Stil und ihre raue Vortragsweise" bekannt. Rico Nasty erklärte gegenüber NME, dass sie sich damit identifiziert, eine "Pop-Punk-Prinzessin" zu sein.
Rico Nasty prägte den Begriff "Sugar Trap" früh in ihrer Karriere und verwendete ihn als Titel ihres unabhängigen Plattenlabels sowie für zwei ihrer Mixtapes. Musikalisch wurde der Begriff einfach als "fröhlicher, positiver Rap" beschrieben sowie als "singen und Trap rappen". Lawrence Burney von Noisey bemerkte, dass "Sugar Trap" "bemerkenswert fröhlich, positiv und selbstliebend ist, unabhängig von ihrer gewählten Darbietung", während Kyann-Sian Williams von NME es als eine Mischung aus "harten, raubeinigen Vocals" und "grungigen Hooks mit weicheren, computerisierten Beats" beschrieb. Rico Nasty sagte, dass "Sugar Trap" "weiche, schöne, melodische, fließende Vibes" sowie Elemente von "Trap-Musik wie Chicago Drill-Musik, Atlanta Trap-Musik, Memphis Trap-Musik, ein wenig kalifornische Trap-Musik" hat. Sie mixe alles. Wenn der Sound ihr ins Ohr fällt, mische sie ihn. Sie beschrieb "Sugar Trap" auch metaphorisch als "einen mentalen Zustand", "eine Art Mode" und "eine Lebensweise". Sie beschrieb den Begriff auch als "metaphorischen Ort" und sagte: "Es ist wie, wenn du ein wirklich, wirklich schlechtes Leben hast und dann fangen gute Dinge an zu passieren und du nicht weißt, wie du dich an die guten Dinge anpassen sollst." Im April 2018 hat Rico Nasty den Begriff "Sugar Trap" offiziell als Marke eingetragen.

### Musikalische Einflüsse
Musikalisch hat Rico Nasty Joan Jett, Avril Lavigne, Nicki Minaj und Rihanna als ihre größten Einflüsse genannt. Sie wurde als Einfluss auf Künstlerinnen wie Flo Milli und ppcocaine genannt.

## Privates
Im Alter von 18 Jahren brachte Rico Nasty während ihres Abschlussjahres an der High School ihren Sohn Cameron zur Welt. Als sie begann, mit ihrer Musik Aufmerksamkeit zu erlangen, kündigte sie ihren Job als Empfangsmitarbeiterin in einem Krankenhaus, während ihr Manager Malik Foxx begann, Produktionsausrüstung zu kaufen. Rico Nasty enthüllte gegenüber The Fader, dass Foxx "die einzige Vaterfigur ist, die Cameron jemals gekannt hat".

## Diskografie
- Nightmare Vacation (2020)
- Las Ruinas (2022)

## Konzerte
Headlinerin
- The Sugar Trap Tour (2017)
- The Nasty Tour (2018)[22]
- Live in Europe (2019)[84]

Supporting Act
- Free Spirit World Tour (mit Khalid und Kenny Beats) (2019)
- King Vamp Tour (mit Playboi Carti) (2021)
- Blue Water Road Trip (mit Kehlani) (2022)

## Belege
1. ↑  Condé Nast: Rico Nasty Gives Stress Relief Through Rap. 6. Juni 2019, abgerufen am 21. November 2023 (amerikanisches Englisch).
2. ↑  Chris Kelly:  Rico Nasty's homecoming celebration shows a rapper on the verge of stardom In: The Washington Post, 2. August 2018. Abgerufen am 9. September 2020 (englisch).
3. ↑  Khalila Douze: Rapper Rico Nasty Loves The Mosh Pit. In: SSENSE. 27. August 2019, abgerufen am 15. August 2020 (englisch).
4. 1 2  Lakin Starling: Rico Nasty Gets Candid On Why Her Tales of Tacobella Mixtape Is Lit. In: The Fader. 1. Juni 2017, abgerufen am 15. August 2020 (englisch).
5. 1 2  Kyann-Sian Williams: On the cover – Rico Nasty: "I definitely resonate with being a pop-punk princess". In: NME. 11. September 2020, abgerufen am 11. September 2020 (englisch).
6. ↑  Kathy Iandoli: Rico Nasty Gives Stress Relief Through Rap. In: Teen Vogue. 6. Juni 2019, abgerufen am 13. August 2020 (amerikanisches Englisch).
7. 1 2  Hilton Dresden: Meet Rico Nasty, the Up-and-Coming Female Rapper Featured on the Insecure Soundtrack. In: Out. 26. Januar 2018, abgerufen am 15. August 2020 (englisch).
8. ↑  Christopher R. Weingarten,Timmhotep Aku,Elias Leight,Brittany Spanos,Suzy Exposito,Mosi Reeves,David Drake,Joe Levy,Will Hermes, Briana Younger,Israel Daramola, Christopher R. Weingarten, Timmhotep Aku, Elias Leight, Brittany Spanos, Suzy Exposito, Mosi Reeves, David Drake, Joe Levy, Will Hermes, Briana Younger, Israel Daramola: 40 Best Rap Albums of 2017. In: Rolling Stone. 22. Dezember 2017, abgerufen am 7. Januar 2024 (amerikanisches Englisch).
9. ↑  Yomi Adegoke: "Coronavirus Is Wild But Racism Is Even Scarier": Rapper Rico Nasty On Motherhood And Black Lives Matter. In: Vogue. 28. Juni 2020, abgerufen am 15. August 2020 (britisches Englisch).
10. ↑  Rob Dozier:  When White Kids Grow Up on the Black Internet In: Paper, 18. März 2020. Abgerufen am 15. August 2020 (englisch).
11. ↑  Poppin' by Rico Nasty on TikTok. In: TikTok. Abgerufen am 15. August 2020 (englisch).
12. ↑  Ben Dandridge-Lemco: The 100 best songs of 2018. In: The Fader. 12. Dezember 2018, abgerufen am 15. August 2020 (englisch).
13. ↑  Lindsey India: Rico Nasty Signs to Atlantic Records. In: XXL Mag. 8. Juni 2018, abgerufen am 18. Juni 2018 (englisch).
14. ↑  Sheldon Pearce: The 50 Best Albums of 2018. In: Pitchfork. 11. Dezember 2018, abgerufen am 15. August 2020 (amerikanisches Englisch).
15. ↑  James Rettig: The 50 Best Albums Of 2018. In: Stereogum. 4. Dezember 2018, abgerufen am 14. August 2020 (englisch).
16. ↑  Colin Joyce: The 100 Best Albums of 2018. In: Noisey. 5. Dezember 2018, abgerufen am 15. August 2020 (amerikanisches Englisch).
17. ↑  Claire Lobenfeld: The best albums of 2018. In: Fact. 13. Dezember 2018, abgerufen am 15. August 2020 (englisch).
18. ↑  Spin's 51 Best Albums of 2018. In: Spin. 12. Dezember 2018, abgerufen am 15. August 2020 (englisch).
19. ↑  Jael Goldfine:  PAPER's Top 100 Songs of 2018 In: Paper, 21. Dezember 2018. Abgerufen am 15. August 2020 (englisch).
20. ↑  Grant Rindner: The 50 Best Songs of 2018. In: Highsnobiety. 17. Dezember 2018, abgerufen am 15. August 2020 (amerikanisches Englisch).
21. ↑  Stephen Kearse: The 100 Best Songs of 2018 - Page 3. In: Pitchfork. 10. Dezember 2018, abgerufen am 15. August 2020 (englisch).
22. 1 2  Kairi Coe: Rico Nasty Unveils Tracklist and Tour Dates for 'Nasty' Project. In: XXL Mag. 12. Juni 2018, abgerufen am 15. August 2020 (englisch).
23. ↑  Lil Nas X - Old Town Road (Official Movie) ft. Billy Ray Cyrus. In: Youtube. Abgerufen am 11. November 2023 (englisch).
24. ↑  Alphonse Pierre: New Rap Song of the Day: Rico Nasty's 'Guap (LaLaLa)'. In: Pitchfork. 11. Dezember 2018, abgerufen am 15. August 2020 (amerikanisches Englisch).
25. ↑  Aaron Williams: Rico Nasty's 'Roof' Video Is A Surreal World Takeover Fantasy. In: Uproxx. 29. Januar 2019, abgerufen am 15. August 2020 (amerikanisches Englisch).
26. ↑  Michelle Kim: The Ones: Rico Nasty's "Sandy". In: Pitchfork. 1. Oktober 2018, abgerufen am 15. August 2020 (amerikanisches Englisch).
27. ↑  Mekishana Pierre: Insecure's Season 3 Soundtrack Will Make You Forget About All Those Bad Decisions. In: Popsugar. 1. Oktober 2018, abgerufen am 15. August 2020 (amerikanisches Englisch).
28. ↑  Salvatore Maicki: Rico Nasty shares "Big Dick Energy" freestyle. In: The Fader. 13. Juli 2018, abgerufen am 15. August 2020 (englisch).
29. ↑  Israel Daramola: Rico Nasty's "Hit That" Proves She's a Rapper Worth Your Attention. In: Spin. 27. April 2020, abgerufen am 15. August 2020 (englisch).
30. ↑  David Renshaw: Rico Nasty shares new song "Wanna Do". In: The Fader. 27. August 2018, abgerufen am 15. August 2020 (englisch).
31. ↑  Ellie Robinson: Doja Cat’s 9 Hottest Collaborations. Abgerufen am 7. Januar 2024 (englisch).
32. ↑  Christopher Cicchiello: Khalid brought energy to Block Party 2019. In: The Daily Orange. 27. April 2019, abgerufen am 15. August 2020 (amerikanisches Englisch).
33. 1 2 3 4  Tasbeeh Herwees: Cover Story: Rico Nasty. In: The Fader. 6. Juli 2018, abgerufen am 20. Juli 2018 (englisch).
34. ↑  Rico Nasty Covers The FADER. In: Illroots. 7. Juli 2020, abgerufen am 15. August 2020 (englisch).
35. ↑  Bryan Hahn: Rico Nasty can't stop, won't stop in Countin' Up doc. In: The Fader. 12. Dezember 2019, abgerufen am 15. August 2020 (englisch).
36. ↑  Devin Ch: Rico Nasty's "Countin' Up" Documentary Will Be Released Next Week. In: HotNewHipHop. 7. Februar 2019, abgerufen am 15. August 2020 (englisch).
37. ↑  David Renshaw: Rico Nasty to drop Anger Management tonight. In: The Fader. 24. April 2019, abgerufen am 14. August 2020 (englisch).
38. ↑  Grant Rindner: The 50 Best Albums of 2019. In: Complex. 3. Dezember 2019, abgerufen am 14. August 2020 (englisch).
39. ↑  Gabriela Tully Claymore: The 50 Best Albums Of 2019. In: Stereogum. 3. Dezember 2019, abgerufen am 14. August 2020 (englisch).
40. ↑  Sharine Taylor: The 100 Best Albums of 2019. In: Noisey. 12. Dezember 2019, abgerufen am 14. August 2020 (englisch).
41. ↑  The best albums of 2019 (so far!). In: NME. 27. Juni 2019, abgerufen am 14. August 2020 (britisches Englisch).
42. ↑  Mike Vinti: The Top 50 Albums of the Year. In: Crack Magazine. 9. Dezember 2019, abgerufen am 14. August 2020 (englisch).
43. ↑  Anger Management by Rico Nasty Reviews and Tracks. In: Metacritic. Abgerufen am 14. August 2020 (englisch).
44. ↑  Keith Nelson Jr: How Rico Nasty mixed Cinderella and goth for her Coachella performance - Tour Tales. In: Revolt. 19. April 2019, abgerufen am 10. September 2020 (englisch).
45. 1 2  Ben Boddez: XXL magazine releases their highly-anticipated yearly hip-hop Freshman Class. In: The Georgia Straight. 21. Juni 2019, archiviert vom Original am 24. Juni 2019; abgerufen am 15. August 2020 (englisch).
46. ↑  Jessica Heron-Langton: Normani, Rico Nasty, and Janelle Monáe perform at NYFW. In: Dazed. 9. September 2019, abgerufen am 11. September 2020 (englisch).
47. ↑  Rolling Loud NYC: Rolling Loud NYC Lineup: Meek Mill, Rico Nasty and Blueface are your headliners + Spotify playlist. In: Fuse. 9. September 2019, abgerufen am 10. September 2020 (englisch).
48. ↑  Derrick Rossignol: Rico Nasty Contributes The Catchy 'My Little Alien' To 'Scoob!' In: Uproxx. 15. Mai 2020, abgerufen am 11. September 2020 (englisch).
49. ↑  Will Richards: Rico Nasty shares new track 'Dirty' from HBO series 'Insecure'. In: NME. 14. Juni 2020, abgerufen am 10. September 2020 (englisch).
50. ↑  Madison Bloom: Kali Uchis Enlists Rico Nasty for New Song. In: Pitchfork. 7. August 2020, abgerufen am 10. August 2020 (amerikanisches Englisch).
51. ↑  Alex Zidel: Rico Nasty Releases New Song & Video "iPhone". In: HotNewHipHop. 13. August 2020, abgerufen am 13. August 2020 (englisch).
52. ↑  Lauren Rearick: A Rico Nasty x Il Makiage Makeup Collaboration Is Coming. In: Nylon. 13. August 2020, abgerufen am 15. August 2020 (englisch).
53. ↑  Greta Brereton: Rico Nasty drops new song 'Own It' with accompanying music video. In: NME. 17. September 2020, abgerufen am 18. September 2020 (englisch).
54. ↑  Cansu Ekren: Rico Nasty Is Thankful For Being A 'Savage X Fenty' Ambassador. In: Drama Collector. 4. Oktober 2020, abgerufen am 8. Oktober 2020 (englisch).
55. ↑  Vivian Yeung: Rico Nasty stars in Rihanna's Savage x Fenty show. In: Crack Magazine. 2. Oktober 2020, abgerufen am 8. Oktober 2020 (englisch).
56. ↑  Amy Lee: How to Watch Rihanna's Savage X Fenty Show Vol. 2. In: Entertainment Tonight. 1. Oktober 2020, abgerufen am 8. Oktober 2020 (englisch).
57. ↑  Aaron Williams: Rico Nasty Teams Up With Hip-Hop Harry For A Voting PSA. In: Uproxx. 14. Oktober 2020, abgerufen am 18. Oktober 2020 (englisch).
58. ↑  Jackson Langford: Rico Nasty links up with Gucci Mane and Don Toliver for 'Don't Like Me'. In: NME. 23. Oktober 2020, abgerufen am 23. Oktober 2020 (englisch).
59. ↑  Evan Minsker: Rico Nasty and 100 gecs Share New Song "OHFR?" In: Pitchfork. 10. November 2020, abgerufen am 30. November 2020 (englisch).
60. ↑  Sam Moore: Rico Nasty confirms release date for her debut album 'Nightmare Vacation'. In: NME. 10. November 2020, abgerufen im November 2020 (englisch).
61. ↑  Trace William Cowen: Rico Nasty Drops Debut Album 'Nightmare Vacation' f/ Gucci Mane, Don Toliver, and More. In: Complex. 4. Dezember 2020, abgerufen am 4. Dezember 2020 (englisch).
62. ↑  DJ First Class: Rico Nasty takes us on a 'Nightmare Vacation' on debut album. In: Revolt. 4. Dezember 2020, abgerufen am 4. Dezember 2020 (englisch).
63. ↑  Wongo Okon: Rico Nasty Takes Over A Fight Club In Her Hot-Tempered 'STFU' Video. In: Uproxx. 4. Dezember 2020, abgerufen am 4. Dezember 2020 (englisch).
64. ↑  Alex Gallagher: Watch Rico Nasty make her television debut performing 'OHFR?' on 'Fallon'. In: NME. 15. Januar 2021, abgerufen am 15. Januar 2021 (englisch).
65. ↑  Allison Hussey: Watch Rico Nasty Perform "OHFR?" on Fallon. In: Pitchfork. 15. Januar 2021, abgerufen am 15. Januar 2021 (englisch).
66. ↑  Rico Nasty. Interview von Little Bacon Bear. Up Close & Personal with Rico Nasty. Abgerufen am 21. Juni 2021. (englisch)
67. ↑  Rico Nasty On Rapper Ego, Song With Flo Milli. In: GRAMMY.com. 17. Juni 2021, abgerufen am 21. Juni 2021 (englisch).
68. ↑  Rico Nasty tweets cry for help after being bullied on Playboi Carti's King Vamp Tour. In: Revolt TV. 27. November 2021, abgerufen am 27. November 2021 (englisch).
69. ↑   Rico Nasty unveils new album 'Las Ruinas' In: Revolt, 22. Juli 2022 (englisch).
70. ↑  Thomas Hobbs: A conversation with punk rap renegade Rico Nasty. In: Dazed. 15. Oktober 2019, abgerufen am 15. August 2020 (englisch).
71. ↑  We hung out with punk rapper Rico Nasty in her hotel room. In: Dazed. 1. November 2018, abgerufen am 15. August 2020 (englisch).
72. 1 2  Brian Josephs: Rico Nasty Is Embracing Weird. In: Stereogum. 2. August 2018, abgerufen am 15. August 2020 (englisch): „""Rico Nasty is a nu metal-channeling rager, a Balenciaga-wearing pop trap diva,""“
73. ↑  Rico Nasty Takes You to the Sugar Trap - Who Am I? In: XXL Mag. YouTube, 20. Dezember 2017, abgerufen am 8. September 2020 (englisch).
74. 1 2  Lawrence Burney: Rico Nasty Is the Happiest Rapper Alive. In: Noisey. 29. November 2017, abgerufen am 18. Juni 2020 (englisch).
75. ↑  SUGAR TRAP Trademark of Kelly, Maria Serial Number: 87889488. In: Trademarkia. Abgerufen am 14. September 2020 (englisch).
76. ↑  Matthew Trammell: Rico Nasty: rap-rooted, emo-adjacent, young as fuck. In: Dazed. 12. März 2020, abgerufen am 15. August 2020 (englisch).
77. ↑  Michelle Kim: How Rico Nasty's Rapper Dad, Churchgoing Mom, and Bossy Son Help Shape Her Music. In: Pitchfork. 1. August 2018, abgerufen am 8. September 2020 (englisch).
78. ↑  Tasbeeh Herwees: Exploring Avril Lavigne's Strange, Enduring Influence On Hip-Hop. In: Nylon. 18. Juli 2018, abgerufen am 8. September 2020 (englisch).
79. ↑  Sam Moore: Rico Nasty on idolising Joan Jett: "She taught me how to take 'No' and smile". In: NME. 11. September 2020, abgerufen am 11. September 2020 (englisch).
80. ↑  Rico Nasty Talks 50 Years of Hip-Hop: Odd Future, Nicki Minaj and 'Scary but Cool' Artificial Intelligence (Exclusive). Abgerufen am 5. Januar 2024 (englisch).
81. ↑  Alex Zidel: Flo Milli On How "Beef FloMix" Changed Her Life, Being An Early Fan Of Nicki Minaj & Rico Nasty. In: HotNewHipHop. 15. Oktober 2020, abgerufen am 18. Oktober 2020 (englisch).
82. ↑  Jessica Wang: Everything You Need To Know About PPCocaine, TikTok Star & Rapper. In: Bustle. 5. August 2020, abgerufen am 2. September 2020 (englisch).
83. ↑  Laking Starling: Rico Nasty is punk. In: The Fader. 5. März 2018, abgerufen am 18. Juni 2020 (englisch).
84. ↑  Rico Nasty Announces "Live In Europe" Tour. In: illuminaija. 5. April 2019, abgerufen am 15. August 2020 (amerikanisches Englisch).

| Personendaten    | Personendaten                             |
| ---------------- | ----------------------------------------- |
| NAME             | Nasty, Rico                               |
| ALTERNATIVNAMEN  | Kelly, Maria-Cecilia Simone (Geburtsname) |
| KURZBESCHREIBUNG | US-amerikanische Rapperin und Sängerin    |
| GEBURTSDATUM     | 7. Mai 1997                               |
| GEBURTSORT       | Largo, Maryland                           |